# Xs
Pour les articles homonymes, voir XS.
 (septembre 2024).
Si vous disposez d'ouvrages ou d'articles de référence ou si vous connaissez des sites web de qualité traitant du thème abordé ici, merci de compléter l'article en donnant les références utiles à sa vérifiabilité et en les liant à la section « Notes et références ».
Xs (엑세스) est un manhwa de Song Ji-hyung en 5 volumes, édité en Corée du Sud chez Haksan et en français chez Kami.

## Synopsis
L'histoire se déroule dans un futur proche en Corée du Sud. Le héros, Inchang Heo, est un jeune homme irréfléchi et fougueux, et accessoirement un peu délinquant. Il semble entretenir une relation avec Mina Park. À travers une histoire mise lentement en place, plusieurs autres personnages feront leurs apparitions : les membres du SET, Kali, les gardians, etc.